# Diluente

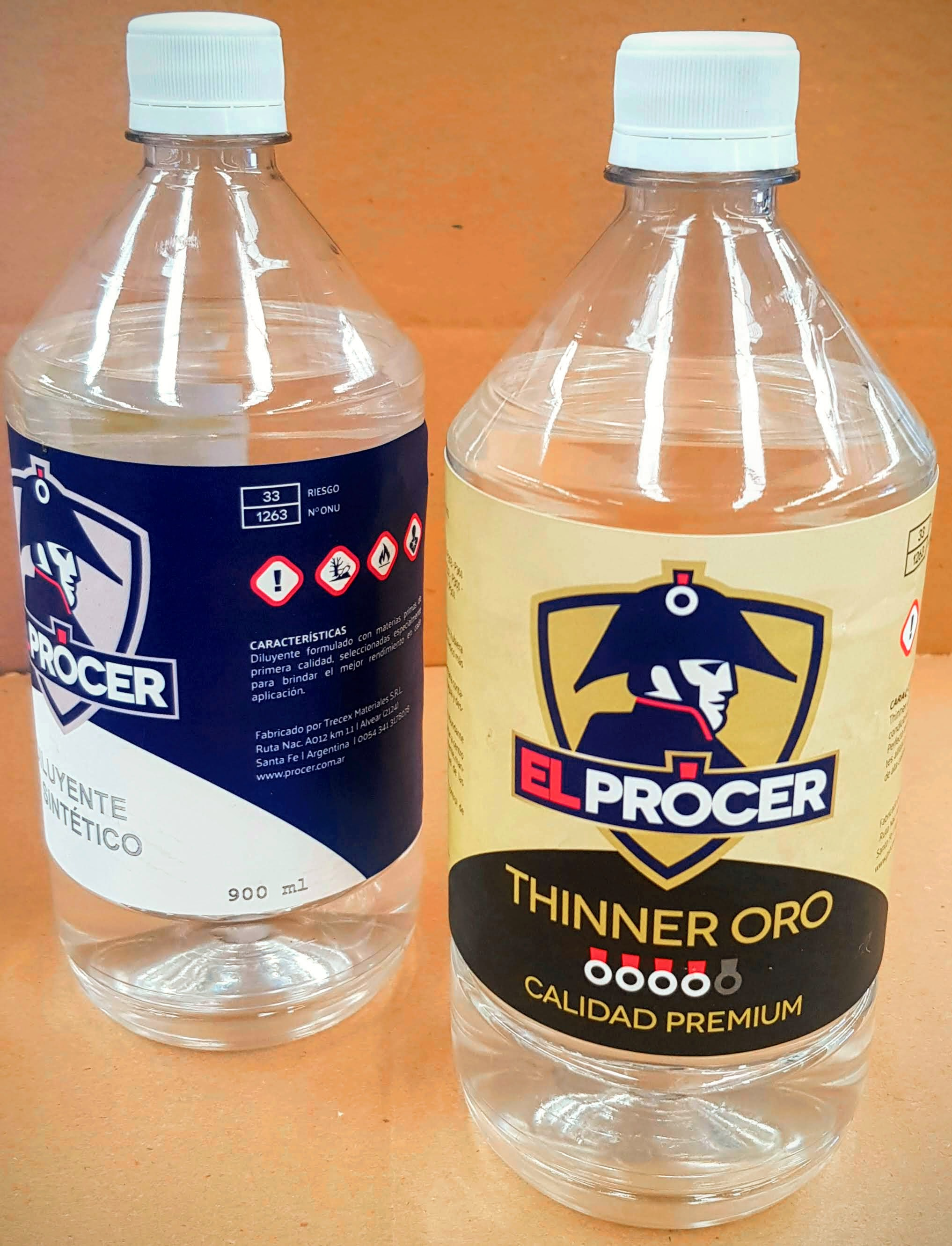
Duas embalagens de thinners.

Um diluente (também conhecido como thinner) é um agente de diluição de concentração. Certos fluidos são muito viscosos para serem facilmente bombeados ou muito densos para fluir de um ponto a outro. Isto pode ser problemático, devido ao custo economicamente proibitivo para transportar estes fluidos neste estado. Para facilitar este movimento, os diluentes são adicionados. Isto diminui a viscosidade destes fluidos, diminuindo os custos de transporte. Aumentar a temperatura do fluido também diminui a sua viscosidade, diminuindo assim a quantidade de diluente necessária.